# Pietro Mengoli
Pietro Mengoli (Bologna, 1626 – Bologna, 7 giugno 1686) è stato un matematico italiano.
Studiò con Bonaventura Cavalieri e gli subentrò nell'insegnamento della matematica nell'Università di Bologna. I suoi studi si collocano a mezza via tra il metodo degli indivisibili di Cavalieri e quelli di Leibniz e Newton. Scrisse, fra l'altro, i Geometriae speciosae elementa(1659), anticipando Cauchy relativamente al concetto di limite e di integrale definito.

## Carriera
L'attività di Mengoli si sviluppa presso l'Università di Bologna, dove fu prima discepolo e poi collaboratore di Cavalieri, del quale prese il posto nell'insegnamento delle discipline matematiche (1648). Oltre all'ottenimento della cattedra di matematica egli ebbe modo di cimentarsi in un dottorato in Arti (filosofia), ottenuto nel 1650, e in un dottorato in legge preso tre anni dopo. Fu inoltre ordinato sacerdote.
Mengoli insegnò per tutta la vita nell'Università di Bologna, dove ricoprì varie cattedre. Fu prima professore di aritmetica (1648-1649), poi professore di meccanica (1649-1668), e, finalmente, professore di matematica (1668-1686, anno della sua morte). Dal 1660 fu parroco nella parrocchia di Santa Maria Maddalena a Bologna.
La matematica di Mengoli può ritenersi ancorata a modelli superati dagli sviluppi della matematica europea nel corso del XVII secolo. Le sue pur notevoli scoperte furono esposte in un latino tanto astruso da rendere i suoi lavori difficilmente comprensibili. Ciononostante, le sue pubblicazioni ebbero una qualche risonanza europea e furono conosciute da Collins, Wallis, Leibniz ecc. Vennero però presto dimenticate e solo di recente il lavoro di Mengoli è stato riscoperto ed analizzato.

## Novae quadraturae arithmeticae

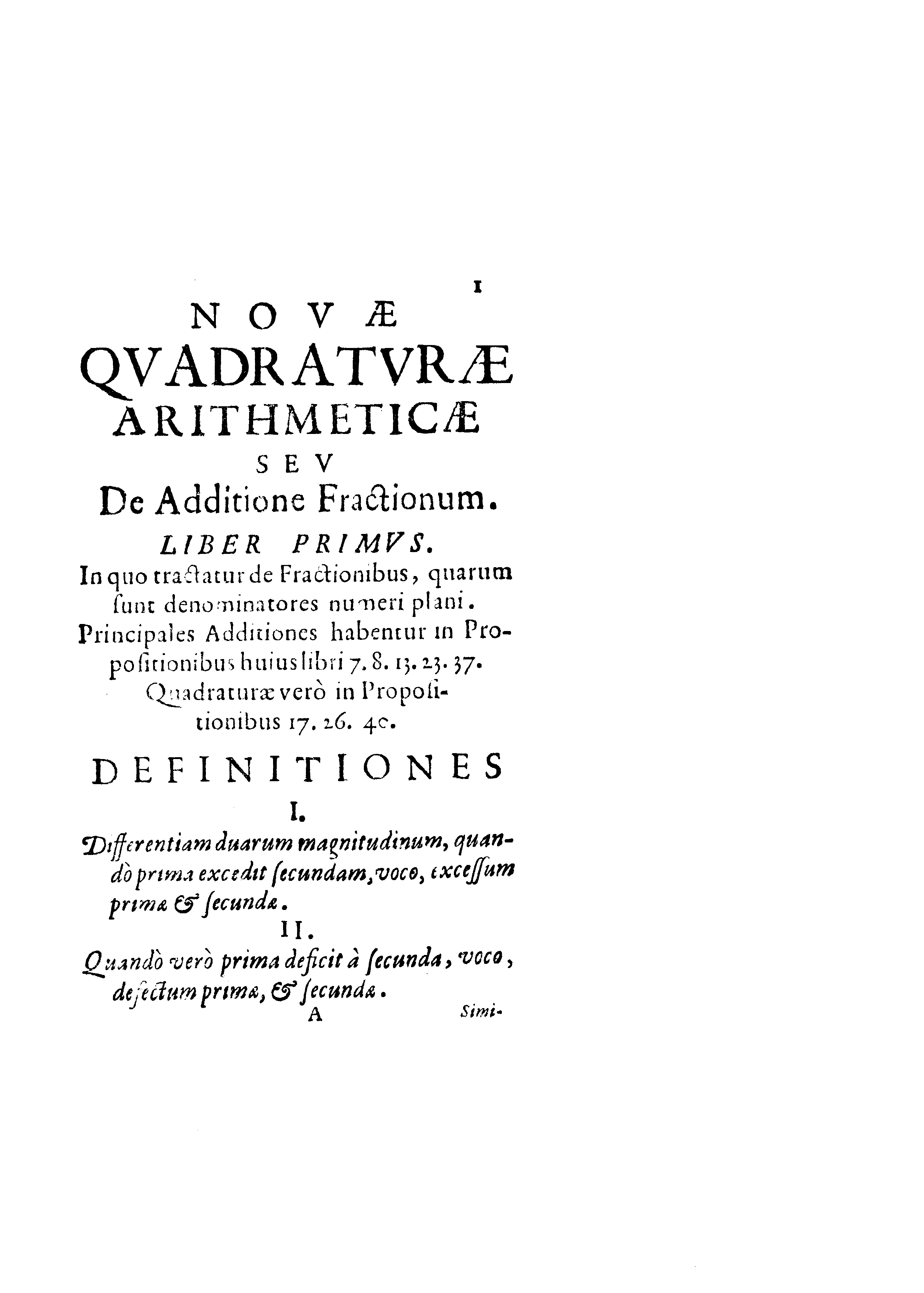
Novae quadraturae arithmeticae, 1650

In Novae quadraturae arithmeticae, seu de additione fractionum, pubblicato a Bologna nel 1650, Mengoli trattò l'argomento delle serie in maniera eccellente, sviluppando idee che erano state materia di studio di Cataldi. Il primo argomento che affrontò fu lo studio della serie geometrica, poi dimostrò la non convergenza della serie armonica. In questo modo divenne la prima persona a dimostrare la possibilità di ottenere un numero infinito nella somma di una serie i cui termini tendono ad annullarsi. Studiò anche la serie armonica con segni alternati che dimostrò convergere a   logaritmo di 2. Questa serie era stata studiata in precedenza anche da Nicolaus Mercator.
Gli altri risultati interessanti sullo studio delle serie, presenti in questo trattato, sono lo studio della somma dei reciproci dei numeri triangolari {\displaystyle n(n+1)/2}. Ad esempio, Mengoli dimostrò che  {\displaystyle 1/3+1/6+1/10+1/15+...+1/(n(n+1)/2)=2n/(n+1)}.
Notando che, per un fissato numero {\displaystyle x} esiste comunque un numero  {\displaystyle n} abbastanza grande tale che la quantità {\displaystyle [1-n/n+2]<x}, dimostrò che la somma della serie è 1. Da qui, dimostrando che
{\displaystyle 1/(1+r)+1/2(2+r)+1/3(3+r)+...=(1+1/2+1/3+...+1/r)/r}
per {\displaystyle r=1,2,3...,10}, Mengoli dimostrò che la serie il cui termine ennesimo è {\displaystyle 1/\left(n(n+r)\right)} converge avendo somma  {\displaystyle S} :
```

  

    

      

        
r

        
=

        
1

        
,

        
S

        
=

        
1

      

    

    
{\displaystyle r=1,S=1}

  

 

  

    

      

        
r

        
=

        
2

        
,

        
S

        
=

        
3

        

          
/

        

        
4

      

    

    
{\displaystyle r=2,S=3/4}

  

 

  

    

      

        
r

        
=

        
3

        
,

        
S

        
=

        
11

        

          
/

        

        
18

      

    

    
{\displaystyle r=3,S=11/18}

  

 

  

    

      

        
r

        
=

        
4

        
,

        
S

        
=

        
25

        

          
/

        

        
48

      

    

    
{\displaystyle r=4,S=25/48}

  

 

  

    

      

        
r

        
=

        
5

        
,

        
S

        
=

        
137

        

          
/

        

        
300

      

    

    
{\displaystyle r=5,S=137/300}

  

 

  

    

      

        
r

        
=

        
6

        
,

        
S

        
=

        
49

        

          
/

        

        
120

      

    

    
{\displaystyle r=6,S=49/120}

  

 

  

    

      

        
r

        
=

        
7

        
,

        
S

        
=

        
363

        

          
/

        

        
980

      

    

    
{\displaystyle r=7,S=363/980}

  

 

  

    

      

        
r

        
=

        
8

        
,

        
S

        
=

        
761

        

          
/

        

        
2240

      

    

    
{\displaystyle r=8,S=761/2240}

  

 

  

    

      

        
r

        
=

        
9

        
,

        
S

        
=

        
7129

        

          
/

        

        
22680

      

    

    
{\displaystyle r=9,S=7129/22680}

  

 

  

    

      

        
r

        
=

        
10

        
,

        
S

        
=

        
7381

        

          
/

        

        
25200

      

    

    
{\displaystyle r=10,S=7381/25200}

  

```

Mostrò anche che la serie il cui termine ennesimo era {\displaystyle 1/n(n+1)(n+2)} converge con somma 1/4. Non riuscì a però a trovare la somma della serie il cui termine ennesimo è {\displaystyle 1/n^{2}} (vedi problema di Basilea).

## Geometriae speciosae elementa
Mengoli scrisse Geometriae speciosae elementa (1659) sui limiti di figure geometriche. Questo lavoro è particolarmente interessante perché contiene una prima definizione di integrale definito, visto come area racchiusa da una figura geometrica piana calcolata sommando l'area di parallelogrammi inscritti e circoscritti.
Definisce i limiti di quantità variabili positive usando idee che aveva già usato nello studio dei limiti di serie.
Utilizzò la dizione quasi-infinitum per indicare una quantità variabile positiva quando questa poteva divenire più grande di un qualsiasi numero positivo dato; quasi-nil quando questa poteva divenire più piccola di un qualsiasi numero positivo dato; quasi-a quando questa poteva divenire più grande di un qualsiasi numero più piccolo di a e più piccola di un qualsiasi numero più grande di a.

## Altre opere
In Circolo (1672) Mengoli trovò un'espansione di prodotti infinita per {\displaystyle \pi /2}, calcolando anche l'integrale definito 
{\displaystyle \int _{0}^{1}x^{m/2}(1-x)^{n/2}}.
Per ciò che concerne gli altri lavori di Mengoli sono da menzionare uno studio di astronomia, diversi scritti sul fenomeno della rifrazione nell'atmosfera e un libro, Speculazioni musicali (1670), sulla teoria della musica. In questo Mengoli critica la teoria sulla risonanza di Galileo.

## Eredità
Esaminando i limiti di somme, prodotti e quozienti di quantità variabili, Mengoli aveva preparato le regole di base del calcolo infinitesimale trenta anni prima di Newton e Leibniz. Dal canto loro, questi ultimi furono influenzati dal contributo di Mengoli. Nel caso di Leibniz tale influenza fu diretta attraverso lo studio degli scritti di Mengoli; mentre nel caso di Newton l'influenza avvenne in maniera indiretta attraverso i suoi studi su John Wallis.

## Opere

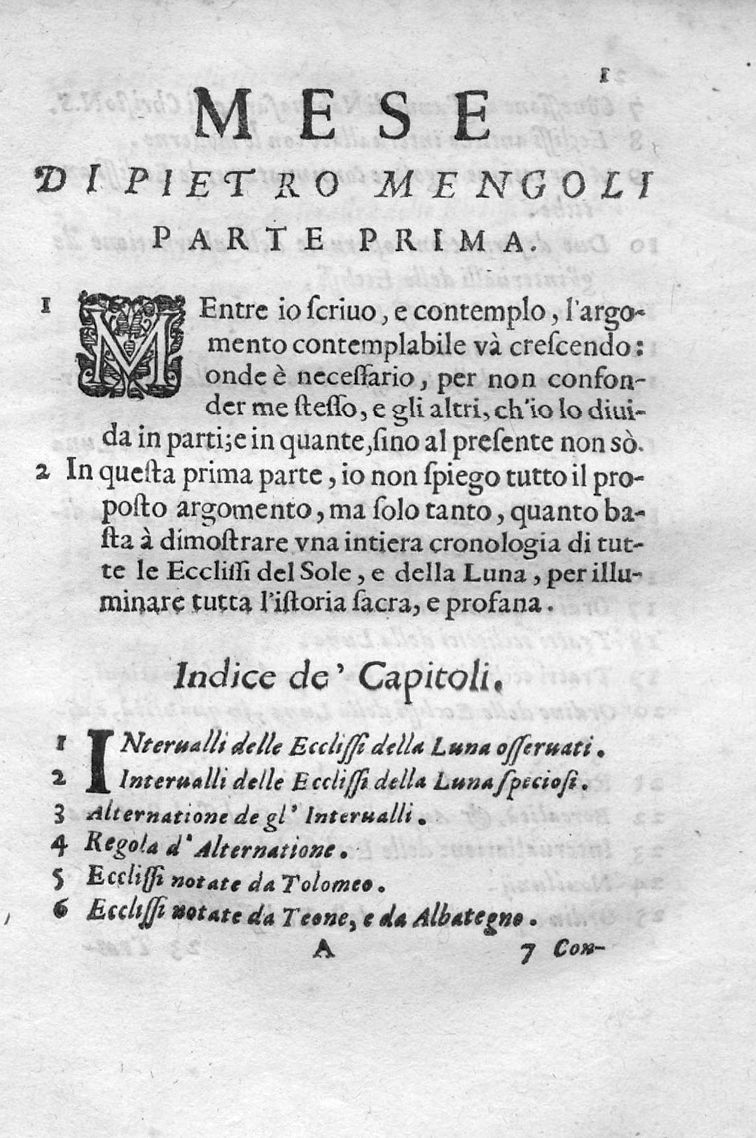
Mese, 1681

- (LA) Pietro Mengoli, Novae quadraturae arithmeticae, seu De additione fractionum, Bononiae, ex typographia Iacobi Montij, 1650. URL consultato il 15 giugno 2015.
- Pietro Mengoli, Speculationi di musica, In Bologna, erede Benacci, 1670. URL consultato il 15 giugno 2015.
- Mese, Bologna, eredi Vittorio Benacci, 1681.